# Peangtarn Plipuech
Peangtarn Plipuech (ur. 15 listopada 1992) – tajska tenisistka.

## Kariera tenisowa
W karierze zwyciężyła w sześciu singlowych i trzydziestu deblowych turniejach rangi ITF. 31 lipca 2017 zajmowała najwyższe miejsce w rankingu singlowym WTA Tour – 175. pozycję, natomiast 10 października 2016 osiągnęła najwyższą lokatę w deblu – 100. miejsce.
W zawodach cyklu WTA Tour Plipuech osiągnęła dwa finały turniejowe w grze podwójnej. Triumfowała też w dwóch turniejach deblowych w cyklu WTA 125 z czterech osiągniętych finałów.

## Finały turniejów WTA
| Legenda                     | Legenda |
| --------------------------- | ------- |
| Wielki Szlem                |         |
| Igrzyska olimpijskie        |         |
| WTA Tour Championships      |         |
| 2009 – 2020                 |         |
| WTA Premier Mandatory       |         |
| WTA Premier 5               |         |
| WTA Premier                 |         |
| WTA International Series    |         |
| WTA 125K series (2012–2020) |         |
| od 2021                     |         |
| WTA 1000 (obowiązkowe)      |         |
| WTA 1000 (nieobowiązkowe)   |         |
| WTA 500                     |         |
| WTA 250                     |         |
| WTA 125                     |         |

### Gra podwójna 3 (0–3)
| Końcowy wynik | Nr | Data                 | Turniej | Nawierzchnia | Partnerka       | Przeciwniczki                        | Wynik finału |
| ------------- | -- | -------------------- | ------- | ------------ | --------------- | ------------------------------------ | ------------ |
| Finalistka    | 1. | 25 września 2016     | Seul    | Twarda       | Akiko Ōmae      | Kirsten Flipkens Johanna Larsson     | 2:6, 3:6     |
| Finalistka    | 2. | 24 września 2017     | Seul    | Twarda       | Luksika Kumkhum | Kiki Bertens Johanna Larsson         | 4:6, 1:6     |
| Finalistka    | 3. | 15 października 2023 | Seul    | Twarda       | Luksika Kumkhum | Marie Bouzková Bethanie Mattek-Sands | 2:6, 1:6     |

## Finały turniejów WTA 125

### Gra podwójna 5 (3–2)
| Końcowy wynik | Nr | Data             | Turniej | Nawierzchnia  | Partnerka       | Przeciwniczki                        | Wynik finału      |
| ------------- | -- | ---------------- | ------- | ------------- | --------------- | ------------------------------------ | ----------------- |
| Zwyciężczyni  | 1. | 8 sierpnia 2021  | Concord | Twarda        | Jessy Rompies   | Usue Maitane Arconada Cristina Bucșa | 3:6, 7:6(5), 10–8 |
| Zwyciężczyni  | 2. | 21 sierpnia 2021 | Chicago | Twarda        | Eri Hozumi      | Mona Barthel Hsieh Yu-chieh          | 7:5, 6:2          |
| Finalistka    | 1. | 6 listopada 2021 | Midland | Twarda (hala) | Aldila Sutjiadi | Harriet Dart Asia Muhammad           | 3:6, 6:2, 7–10    |
| Finalistka    | 2. | 14 sierpnia 2022 | Concord | Twarda        | Moyuka Uchijima | Warwara Flink Coco Vandeweghe        | 3:6, 6:7(3)       |
| Zwyciężczyni  | 3. | 13 lipca 2024    | Båstad  | Ceglana       | Tsao Chia-yi    | María Lourdes Carlé Julia Riera      | 7:5, 6:3          |

## Wygrane turnieje rangi ITF
| turnieje z pulą nagród 100 000 $ (W100)  |
| turnieje z pulą nagród 75/80 000 $ (W80) |
| turnieje z pulą nagród 50/60 000 $ (W75) |
| turnieje z pulą nagród 40 000 $ (W50)    |
| turnieje z pulą nagród 25 000 $ (W35)    |
| turnieje z pulą nagród 15 000 $ (W15)    |
| turnieje z pulą nagród 10 000 $          |

### Gra pojedyncza
|    | Data       | Turniej             | Naw.   | Przeciwniczka      | Wynik         |
| 1. | 13/11/2011 | Manila              | Twarda | Lu Jiaxiang        | 6:3, 6:3      |
| 2. | 30/06/2013 | Bangkok             | Twarda | Nungnadda Wannasuk | 6:0, 6:1      |
| 3. | 02/08/2014 | Nowe Delhi          | Twarda | Natasha Palha      | 6:2, 6:4      |
| 4. | 28/08/2016 | Tsukuba             | Twarda | Greet Minnen       | 6:4, 6:0      |
| 5. | 13/05/2017 | Hua Hin             | Twarda | Jacqueline Cako    | 6:4, 6:2      |
| 6. | 28/05/2017 | Goyang              | Twarda | Mari Osaka         | 7:6(7), 6:0   |
| 7. | 25/02/2024 | Nakhon Si Thammarat | Twarda | Irina Fetecau      | 2:6, 6:3, 6:2 |